# 銀石脂鯉
銀石脂鯉，為輻鰭魚綱脂鯉目脂鯉亞目脂鯉科的其中一個種。分布於中美洲巴拿馬淡水流域，體長可達23公分，棲息在底中層水域，生活習性不明。

## 扩展阅读
維基物種上的相關：銀石脂鯉